# 平鰭短吻獅子魚
平鰭短吻獅子鱼，为輻鰭魚綱鮋形目杜父魚亞目狮子鱼科的其中一種。目前僅發現於西北太平洋區的鄂霍次克海南部海域，體長可達4.3公分，屬深海魚類，棲息在水深805公尺的水域，生活習性不明。